# Praveen Chaudhari
Praveen Chaudhari (* 30. November 1937 in Ludhiana, Punjab, Indien; † 13. Januar 2010 in Briarcliff Manor, New York) war ein indisch-US-amerikanischer Physiker auf dem Gebiet der Materialwissenschaft.

## Leben
1961 erwarb er am Indian Institute of Technology Kharagpur seinen Bachelor mit Auszeichnung und ging anschließend in die USA. 1963 wurde er Master und 1966 Doktor der physikalischen Metallurgie, beides am Massachusetts Institute of Technology. Seine Arbeit über den Irradiationseffekt bei Bismuttellurid wurde von Michael Bever betreut. Dann wechselte er zu IBM ans Thomas J. Watson Research Center, wo er 1981 Direktor der physikalischen Abteilung wurde. Als wissenschaftlicher Vizepräsident (seit 1982) war er für alle IBM-Forschungsvorhaben zuständig. Während seiner Amtsperiode gewannen Wissenschaftler von IBM in zwei aufeinanderfolgenden Jahren den Nobelpreis für Physik: 1986 Gerd Binnig und Heinrich Rohrer für die Konstruktion des Rastertunnelmikroskops und 1987 Johannes Georg Bednorz und Karl Alexander Müller für die Entdeckung von Supraleitung in keramischen Materialien. Nach 1991 widmete sich Chaudhari wieder ganz der Forschung. 2003 wurde er für drei Jahre Direktor am Brookhaven National Laboratory.
Chaudhari arbeitete besonders auf dem Gebiet der Struktur und der Eigenschaften amorpher Festkörper, er erforschte mechanische Eigenschaften dünner Filme und kristalliner Festkörper, Hochtemperatursupraleiter aber auch magnetische Monopole und Neutrinomassen-Experimente. Er entdeckte und entwickelte amorphe magnetische Materialien, die die Basis für Magneto Optical Disks sind. Er veröffentlichte mehr als 150 wissenschaftliche Aufsätze und hält mehr als 20 Patente.
Chaudhari war seit dem 13. Juni 1964 mit Karin Romhild verheiratet und hatte zwei Kinder (Ashok und Pia).

## Preise
- 1987 George E. Pake Preis der American Physical Society
- 1992 Morris N. Liebmann Gedächstnispreis des Institute of Electrical and Electronics Engineers, Inc.
- 1992 Excellence Award der US Pan Asian American Chamber of Commerce
- 1993 Harry C. Gatos Preis des Massachusetts Institute of Technology
- 1995 National Medal of Technology

## Mitgliedschaften
- National Academy of Sciences
- American Institute of Physics
- American Academy of Arts and Sciences (seit 1999)
- American Physical Society
- National Academy of Engineering
- New York Academy of Sciences